# Arctium atlanticum
Arctium atlanticum là một loài thực vật có hoa trong họ Cúc. Loài này được (Pomel) H.Lindb. mô tả khoa học đầu tiên năm 1932.